# Martin Prázdnovský
Martin Prázdnovský (* 22. Oktober 1975) ist ein ehemaliger slowakischer Radrennfahrer.
Martin Prázdnovský begann seine Karriere im Jahr 2000 bei dem Radsportteam Wüstenrot-ZVVZ. 2005 war sein erfolgreichstes Jahre, als er slowakischer Meister im Straßenrennen wurde, die Bulgarien- und die Slowakei-Rundfahrt gewann. 2005 sowie 2006 siegte er beim Grand Prix Cycliste de Gemenc; ebenfalls 2006 gewann er die Tour de Guadeloupe.

## Erfolge
2004
- eine Etappe Tour de Hongrie

2005
- Gesamtwertung, eine Etappe und Prolog Grand Prix Cycliste de Gemenc
- Gesamtwertung Slowakei-Rundfahrt
- Gesamtwertung Bulgarien-Rundfahrt
- Slowakischer Meister – Straßenrennen

2006
- Gesamtwertung, eine Etappe und Prolog Grand Prix Cycliste de Gemenc
- Gesamtwertung Tour de Guadeloupe

2009
- eine Etappe Bulgarien-Rundfahrt

## Teams
- 2000 Wüstenrot-ZVVZ
- 2001 Atlas-Ambra
- 2002 De Nardi-Pasta Montegrappa
- 2005 CK ZP Sport A.S. Podbrezova
- 2006–2007 Sparebanken Vest
- 2008 AC Sparta Praha
- 2009 Cycling Club Bourgas